# Kervens Belfort
Kervens Belfort (Petit-Goâve, Haití, 16 de mayo de 1992) es un futbolista haitiano. Juega como delantero y su equipo es el Sriwijaya F. C. de la Liga 2 de Indonesia.

## Selección
Ha sido internacional con la selección de fútbol de Haití en 41 ocasiones anotando 14 goles.

## Clubes
| Club                        | País       | Año       |
| --------------------------- | ---------- | --------- |
| Tempête F. C.               | Haití      | 2008-2010 |
| Le Mans F. C.               | Francia    | 2010-2013 |
| F. C. Sion                  | Suiza      | 2013      |
| Grenoble Foot 38 (cedido)   | Francia    | 2013-2014 |
| Etoile Sportive Fréjusienne | Francia    | 2014      |
| Ethnikos Achnas             | Chipre     | 2014-2015 |
| 1461 Trabzon                | Turquía    | 2015-2016 |
| Kerala Blasters             | India      | 2016      |
| Syrianska F. C.             | Suecia     | 2017      |
| Zira F. K.                  | Azerbaiyán | 2017      |
| Jamshedpur F. C.            | India      | 2017-2018 |
| Abahani Limited Dhaka       | Bangladés  | 2018-2021 |
| Kelantan FA                 | Malasia    | 2022      |
| Sriwijaya F. C.             | Indonesia  | 2023-     |